# Jan Gerard Legro

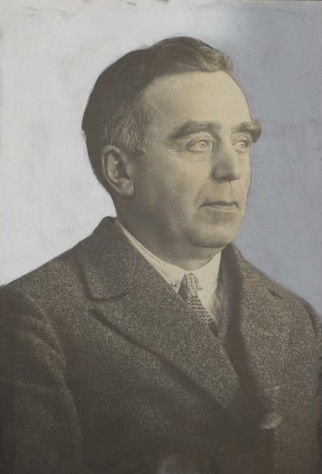
Jan Gerard Legro (1929)

Jan Gerard Legro (Wollinghuizen, 23 januari 1876 - Groningen, 1967) was een Nederlands burgemeester. De uitspraak is met klemtoon op -gro.
Legro was 1899-1900 gemeentesecretaris in De Marne. In 1910 werd hij benoemd tot burgemeester van Oosterhesselen. Vanaf 1929 was hij eerste burger in Eelde. In deze ambtsperiode werd onder meer het vliegveld in Eelde gebouwd, dat hij op 23 mei 1931 opende. Hij was ook betrokken bij de bouw van het nieuwe gemeentehuis, dat in 1939 door commissaris der koningin De Vos van Steenwijk werd geopend. Een jaar later ging Legro met pensioen. De weg langs het gemeentehuis kreeg later de naam Burgemeester J.G. Legroweg.